# 12074 Carolinelau
12074 Carolinelau este un asteroid din centura principală de asteroizi.

## Descriere
12074 Carolinelau este un asteroid din centura principală de asteroizi. A fost descoperit pe 20 martie 1998 la Socorro, New Mexico, în cadrul proiectului LINEAR. Asteroidul prezintă o orbită caracterizată de o semiaxă mare de 2,59 ua, o excentricitate de 0,13 și o înclinație de 9,4° în raport cu ecliptica.